# جائزة هنري بوانكاريه
جائزة هنري بوانكاريه (بالإنجليزية: Henri Poincaré Prize)‏ هي جائزة عالمية تمنح كل ثلاث سنوات بداية من عام 1997م برعاية من مؤسسة دانيل اياجولنيتزر Daniel Iagolnitzer بفرنسا ، وتوصف هذه الجائزة بأنها مقدمة للشباب؛ حيث أن الجائزة موجهة لمن هم أقل من (35) عامًا قبل 31\7 من عام المؤتمر الدولي للفيزياء الرياضية International Congress on Mathematical Physics والذى تمنح من خلاله الجائزة لثلاثة باحثين من الشباب
وتمنح الجائزة لمن قدموا اسهامات بارزة وانجازات استثنائية في مجال الفيزياء الرياضية.
والجائزة سميت باسم البروفيسور هنرى بوانكارية (1854-1912م) تقديرًا لما قدمه في مجال الرياضيات.

## الفائزون السابقون بالجائزة
- (2021):
  - Rodney James Baxter
  - Demetrios Christodoulou
  - Yoshiko Ogata
  - Jan Phillip Solovej
- (2018)
  - Michael Aizenman
  - Percy Deift
  - Giovanni Gallavotti
- (2015)
  - Alexei Borodin
  - Thomas Spencer
  - Herbert Spohn
- (2012)
  - Nalini Anantharaman'
  - Freeman Dyson
  - Sylvia Serfaty
  - Barry Simon
- (2009)
  - Jürg Fröhlich
  - Robert Seiringer
  - Yakov G. Sinai
  - Cedric Villani
- (2006)
  - Ludvig D. Faddeev
  - David Ruelle
  - Edward Witten
- (2003)
  - Huzihiro Araki
  - Elliott H. Lieb
  - Oded Schramm
- (2000)
  - Joel Lebowitz
  - Walter Thirring
  - Horng-Tzer Yau
- (1997)
  - Rudolf Haag
  - Maxim Kontsevich'
  - Arthur Wightman